# 穆罕默德·拉胡艾杰·布赫莱勒
穆罕默德·拉胡艾杰·布赫莱勒（法語：Mohamed Lahouaiej Bouhlel，發音：[mɔamɛd lauɛʒ bulɛl]，羅馬化：Muḥammad Laḥwiyyij-Būhlāl；1985年1月3日—2016年7月14日），突尼斯裔恐怖分子，独自一人发动了2016年尼斯襲擊事件。事件中，布赫莱勒独自驾驶一辆卡车冲向正在法国尼斯盎格鲁街上慶祝國慶節（巴士底日）的人群，造成至少84人死亡，有更多的人受傷。

## 生平
布赫莱勒出生於突尼斯的姆薩肯，這是一個距離海濱城市苏塞仅有約10公里（6英里）的小鎮。 根據警方的報告，他拥有法國的永久居留權，住在尼斯。在2005年左右布赫莱勒搬到那裡，其職業為送货卡車司機。
襲擊事件發生後，他的父親（目前仍住在突尼斯的姆薩肯）告訴記者：布赫莱勒患有抑鬱症，酗酒，是一個吸毒者。
他的妹妹拉贝布·布赫莱勒（Rabeb Bouhlel）說，他的家人交给警方的文件顯示，他已經看了多年的心理医生。
布赫莱勒已婚，有3个孩子，正在闹离婚。据说他经济拮据，此前不到一年时间，他才获得驾驶卡车的驾照。2016年1月，他因驾驶面包车时打瞌睡而被解雇。他的父母已经离婚。
據媒體報導，布赫莱勒在五年前就有涉及暴力的刑事犯罪。在2016年1月27日，他曾因交通事故後用木質托盤攻擊一名摩托車駕駛員而被予监外察看。2016年3月24日他被宣判因暴力袭击罪处以六個月緩刑。在襲擊發生前一个月，他再次因驾驶车辆时打瞌睡导致发生交通事故而被捕，正面临司法監督。然而，布赫莱勒并没有被法國當局认定為有國家安全風險（fiche "S"）的危险份子。
据他的弟弟贾比尔·布赫莱勒（Jaber Bouhlel）说：在事件发生之前，他给在突尼斯的家人寄了84,000英镑。报道称，他经常回到突尼斯，最近一次是八个月前。

## 疑似關聯
据报道，袭击者在袭击中高喊“安拉至大！”，法國檢察官表示，这次恐怖袭击「具有伊斯蘭恐怖主義的色彩」。然而，法國官員的初步調查沒有發現布赫莱勒與任何國際恐怖組織有聯繫。阿曼通訊社（一家据称與伊拉克和地中海東部地區伊斯蘭國有联系的在线机构）稱布赫莱勒為“伊斯蘭國的士兵之一”。它引用“可靠的消息来源”说，布赫莱勒“響應了伊斯蘭國的号召，针对伊斯蘭國的敌对国家采取行动”。
7月15日，与布赫莱勒分居的妻子和一名男子一起被捕，第二天，又接著有三名男性被捕。法國檢察官辦公室沒有立即透露那几名男性是谁、為什麼被拘留。接下来的一天，法國內政部長卡茲納夫（Bernard Cazeneuve）在初期的調查結果中表示，“看來他（布赫莱勒）本人非常快地变得很激進。”

## 2016年尼斯袭击及布赫莱勒之死
在其所驾驶的卡车被逼停之后，布赫莱勒被法国警方击毙。法國檢察官表示，这次恐怖袭击「具有伊斯蘭恐怖主義的標誌」，但沒有組織宣稱對此次襲擊負責，並且法國官員的初步調查也沒有發現布赫莱勒與任何國際恐怖組織有聯繫。
布赫莱勒被懷疑在發動恐襲前實行塔基亞隐瞒宗教信仰，以避免成為執法當局注意對象。